# 비자야
비자야(싱할라어: විජය)는 스리랑카 최초의 왕국인 탐바파니 왕국의 건국자이자 동시에 스리랑카 최초의 왕조인 비자야 왕조의 개창자이다. 본래는 벵골 지역에 존재하던 고대 국가인 방가의 왕자였으나 이후 스리랑카섬으로 이주해 오늘날의 탐바파니를 수도로 삼아 탐바파니 왕국을 건국하였다.

## 같이 보기
- 스리랑카의 불교
- 야카(일본어판)